# Tomba de Jahangir
La Tomba de Jahangir (en urdú: مقبرہُ جہانگیر , en lahnda: جہانگير دا مقبرہ) és un mausoleu construït per a Jahangir, emperador de l'Imperi mogol des del 1605 fins al 1627. El mausoleu es troba a Shahdara Bagh, un barri de Lahore, a la província de Panjab, a Pakistan.
La tomba, juntament amb l'Akbari Sarai adjacent i la Tomba d'Asif Khan, fou inclosa el 1993 en la Llista indicativa del Pakistan, requisit previ per a ser considerada com a Patrimoni de la Humanitat de la UNESCO.

## Història

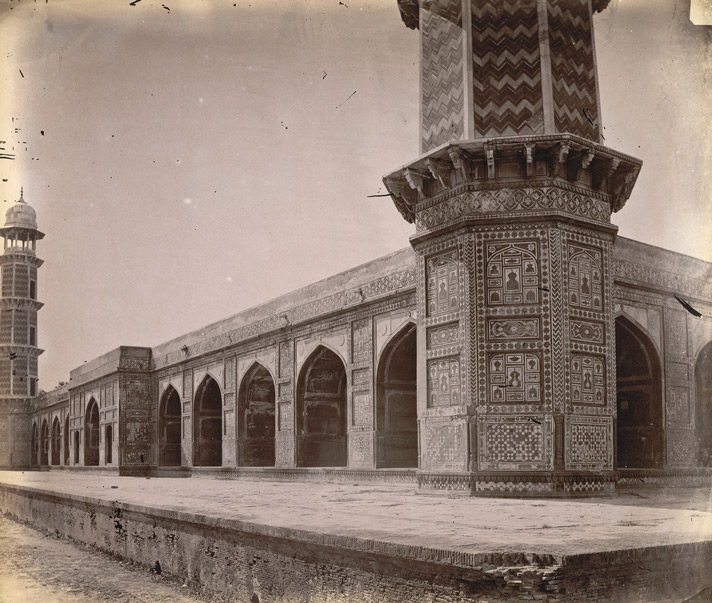
Façana de la Tomba de Jahanghir el 1880

El tercer emperador mogol de l'Índia, Akbar, va traslladar la capital de Fatehpur Sikri  el 1584, i el 1598 va tornar a traslladar-la a Agra. El seu fill Jahangir, que havia nascut a Fatehpur Sikri l'agost del 1869, passà part de la seua joventut a Lahore, i fou acuradament educat en l'art, les ciències i l'arquitectura. Al març del 1611 Jahangir es va casar amb Mihrunnissa Begum, amb el nom de poeta Nur Jahan (1576-1645), que serà molt important en la seua vida.
L'àrea de Shahdara era un lloc preferit tant de Jahangir com de Nur Jahan quan vivien a Lahore. Quan Jahangir va morir el 1627 a Rajaur, a prop de Lahore, el van soterrar al jardí Dilkusha. Però el seu fill Xa Jahan ordenà erigir en la seua memòria un "mausoleu digne d'un emperador".
Tot i que els historiadors contemporanis esmenten que el constructor d'aquesta tomba fou Shah Jahan, és "més probable que haja estat resultat de la visió de Nur Jahan". Ella, inspirant-se en el Mausoleu de Itimad-Ud-Daulah, la tomba de son pare construïda a Agra els anys 1621-1626, sembla que n'hauria dissenyat el mausoleu el 1627.  Hauria influït en l'arquitectura i els jardins del monument quan vivia a Lahore després de la mort de Jahangir. La construcció en començà el 1627 i conclogué el 1637. Probablement es finançaria amb el tresor imperial, tot i que Noor Jahan també la podria haver finançada ella sola.

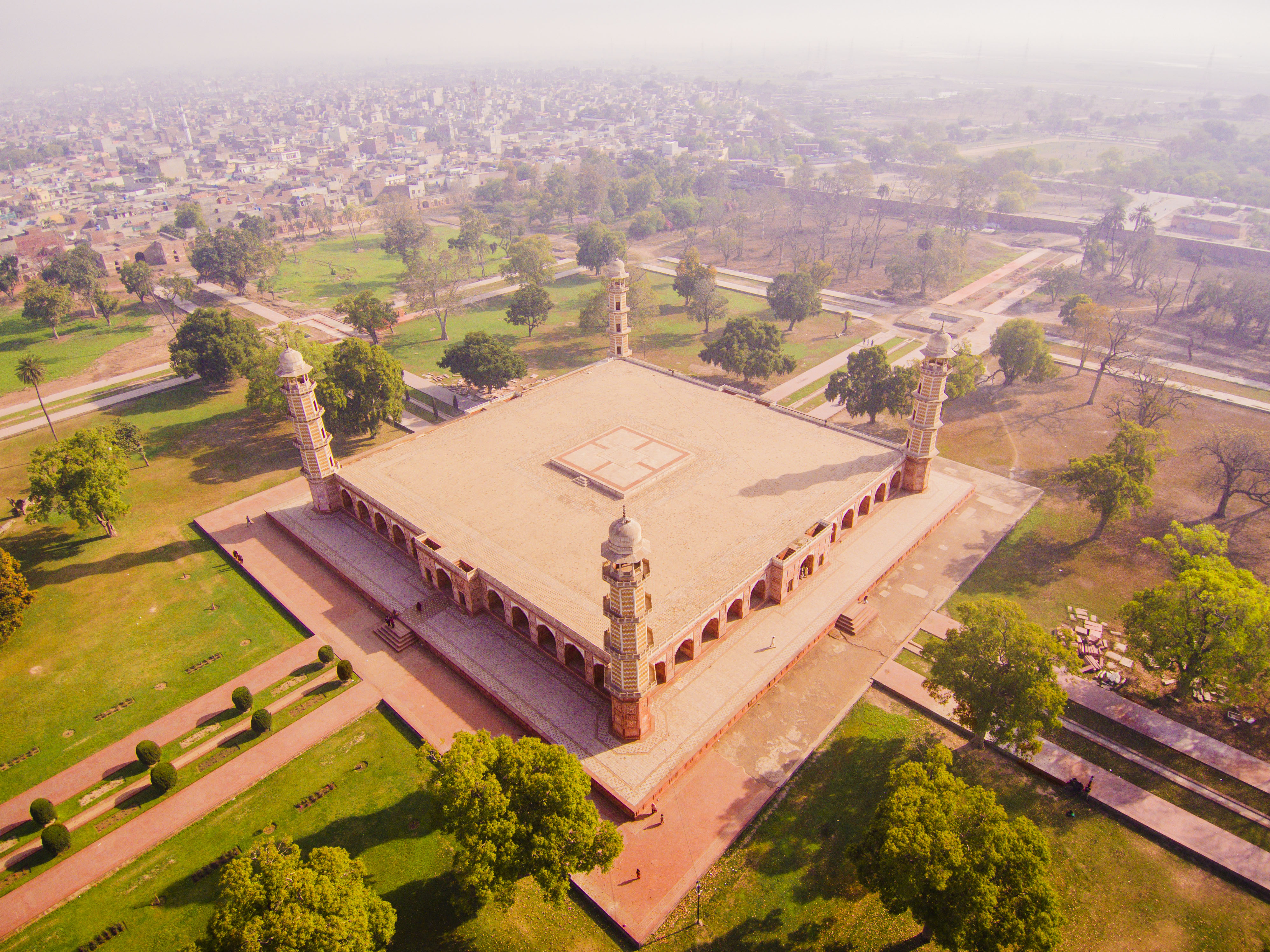
Vista aèria de la tomba

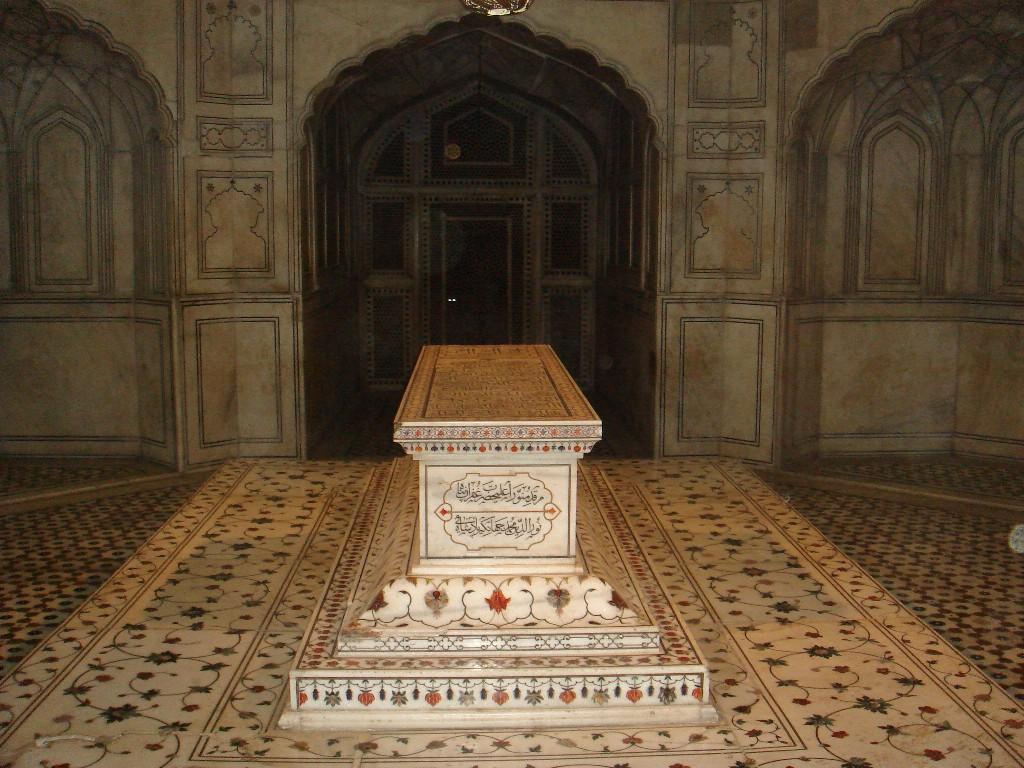
Cenotafi amb incrustacions

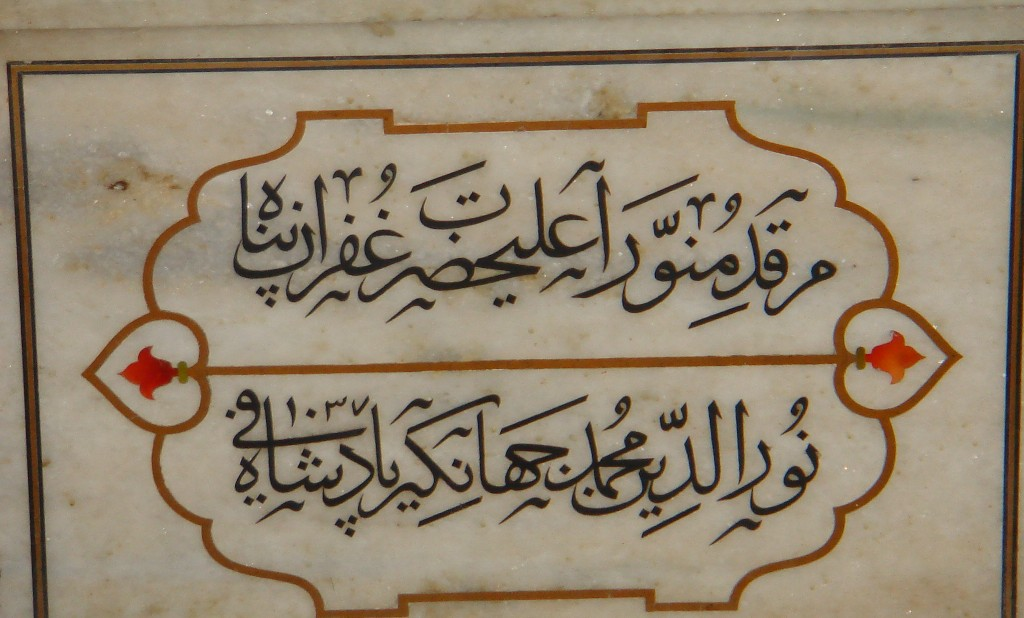
Tomba il·luminada de La seva majestat, Asil de Perdó: Emperador Nur-ud-din Muhammad Jahangir, 1037 AH

L'entrada al mausoleu es fa per dues portes de pedra i maçoneria enfrontades (al nord i al sud) que condueixen a un recinte quadrat tancat, anomenat Akbari Serai. Aquest recinte en duu a un altre, al costat oest, des d'on es veu el jardí disposat enfront del mausoleu, travessat per quatre canals de maó procedents del centre, i en què hi havia moltes fonts que ara són en ruïnes.
El mausoleu és una edificació de planta quadrada i d'una sola altura. És una plataforma amb quatre torres octogonals a les cantonades i entrades sobreïxents que es projecten al centre de cada costat. El perímetre exterior del mausoleu el recorre una galeria adornada amb mosaics que representen flors i versos de l'Alcorà. L'exterior del mausoleu, incloent-hi la part més baixa de les torres, és recobert de gres roig, amb una rica decoració de plafons de marbre amb incrustacions de motius decoratius. Les quatre torres dels cantons, rematades amb cúpules de marbre blanc, s'alcen a una altura de 30 m, amb incrustacions en ziga-zaga de marbre blanc i groc. L'edifici es divideix en compartiments voltats. L'interior conté frescos florals amb delicades incrustacions de marbre de colors diversos.
Dins el mausoleu, en una posició elevada hi ha el sarcòfag de marbre blanc, als laterals del qual hi ha delicades flors en pedra dura, en el mateix estil de les tombes del Taj Mahal d'Agra, a l'Índia. Als dos costats del sarcòfag hi ha incrustats en negre els noranta-nou atributs d'Al·là. Una jali de marbre blanc, una pantalla perforada amb diversos motius, permet que hi entre la llum mirant cap a la Meca.

## Galeria d'imatges

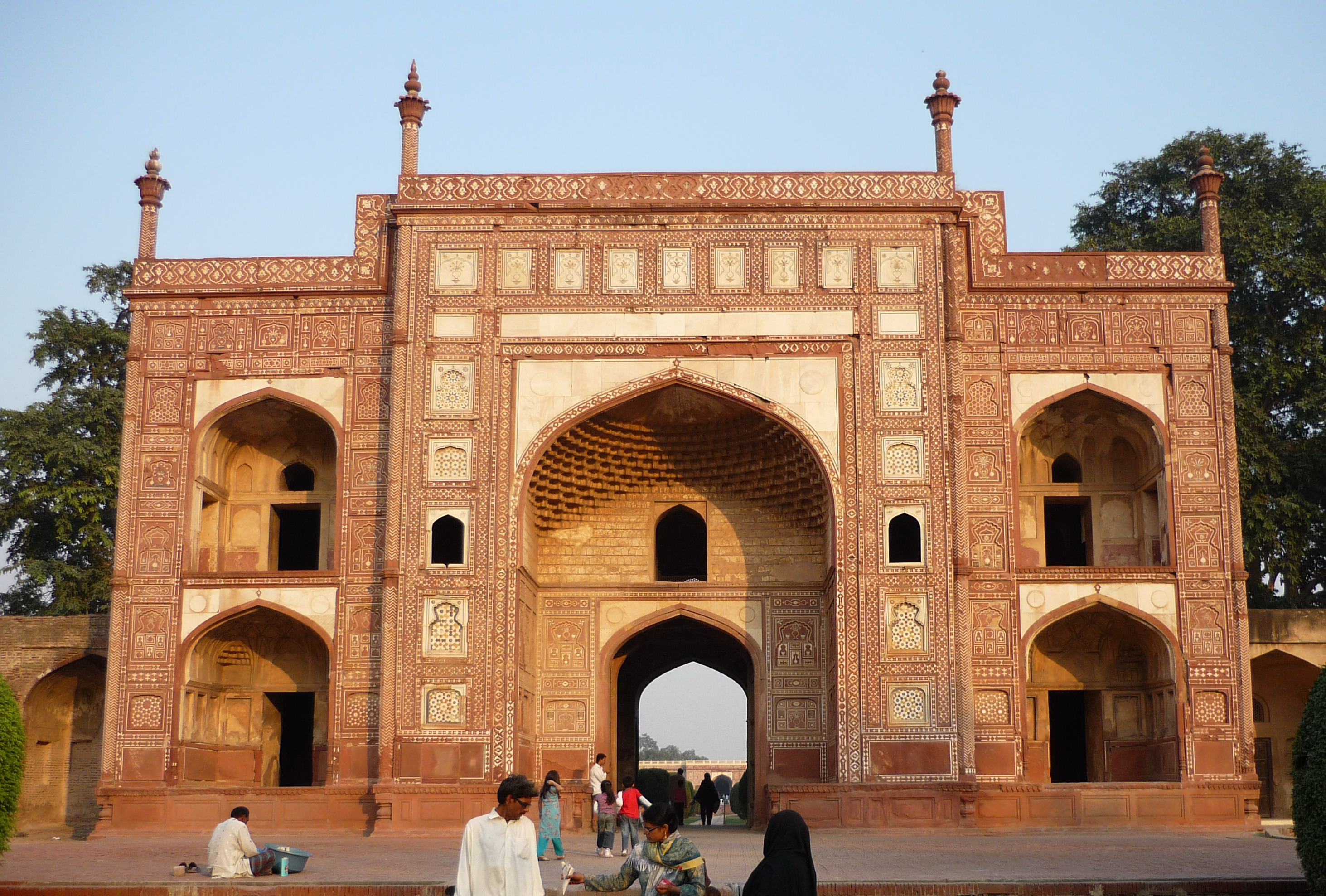
Entrada principal al mausoleu
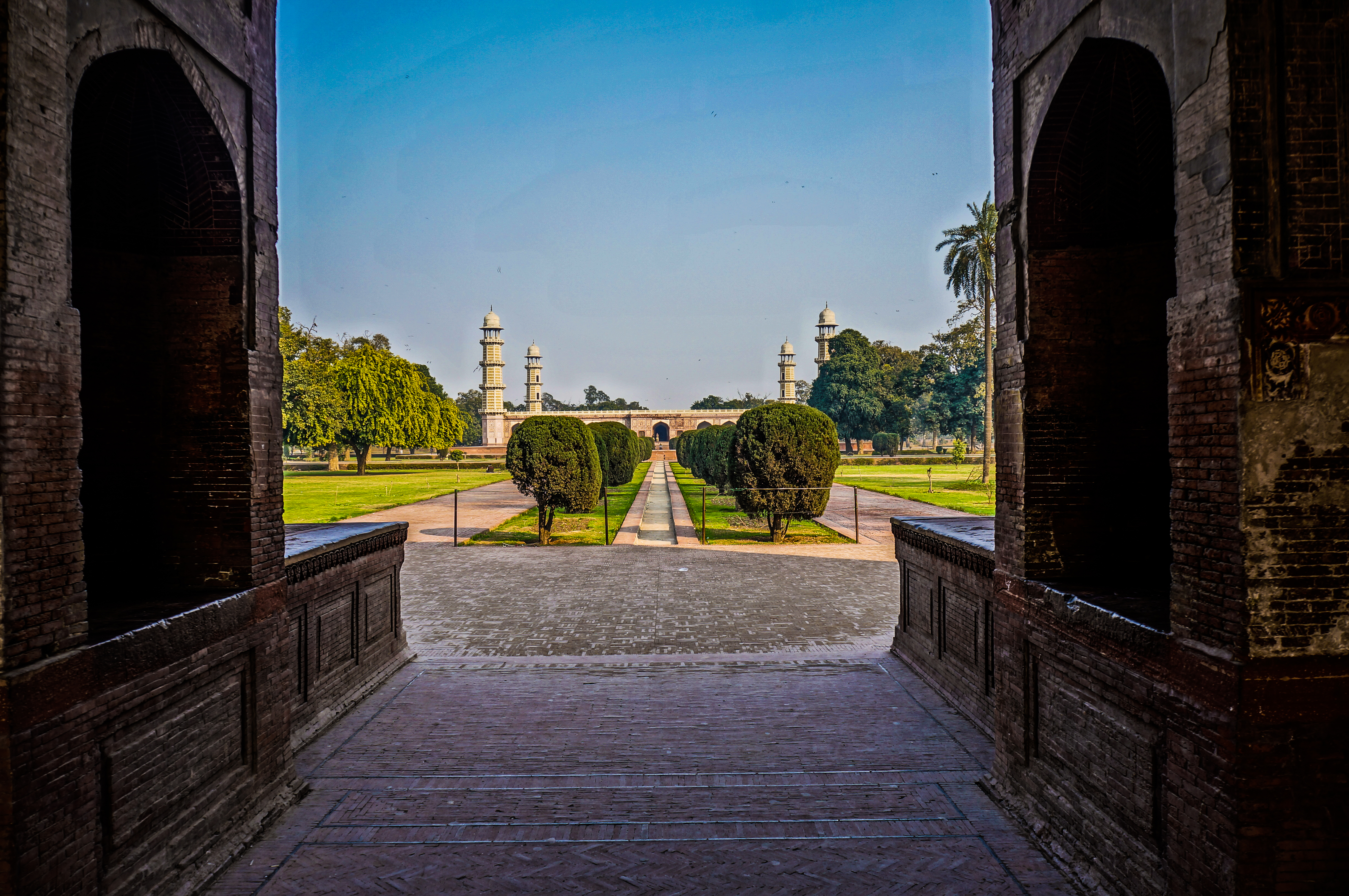
El mausoleu des de l'entrada
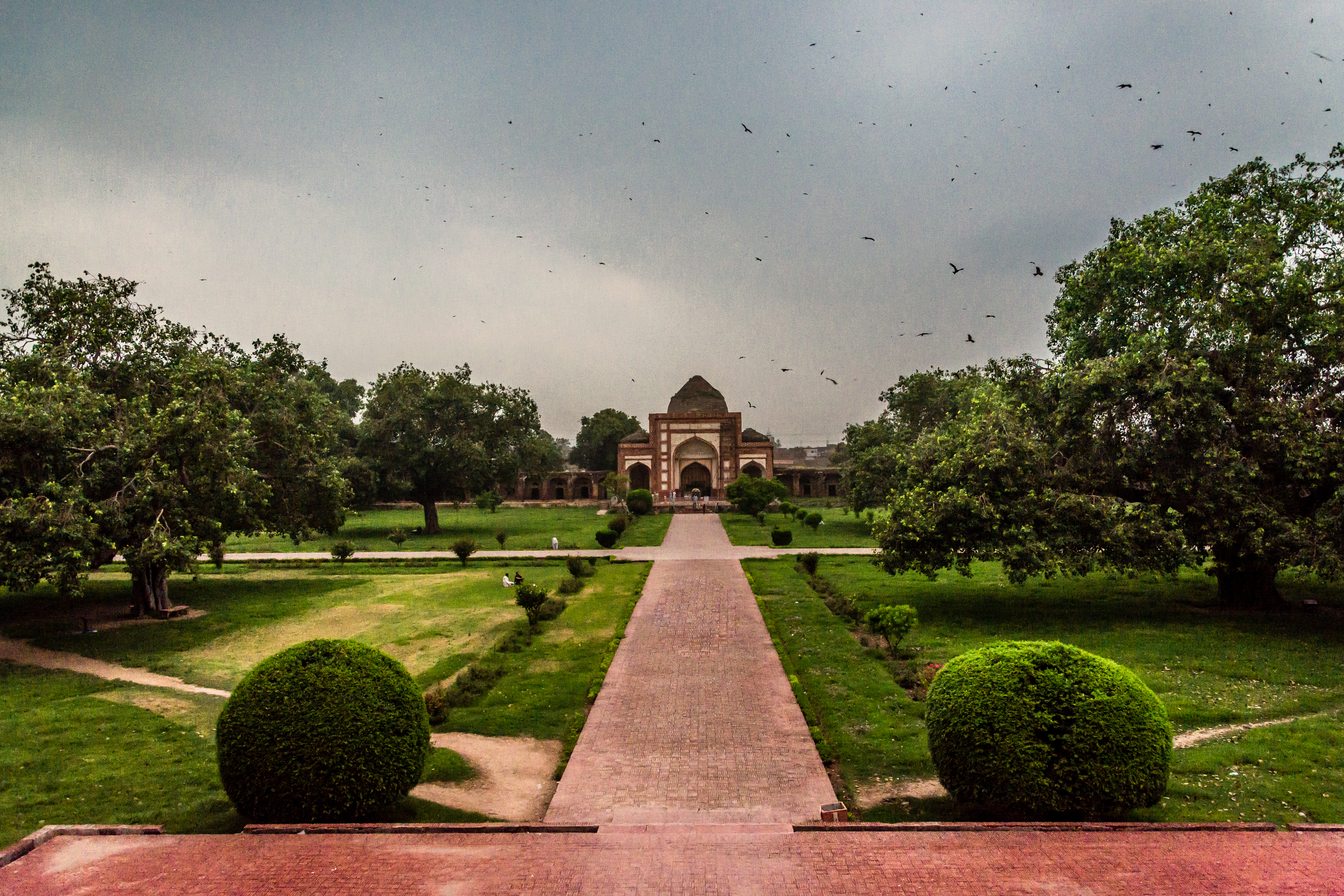
La porta principal vista des del mausoleu
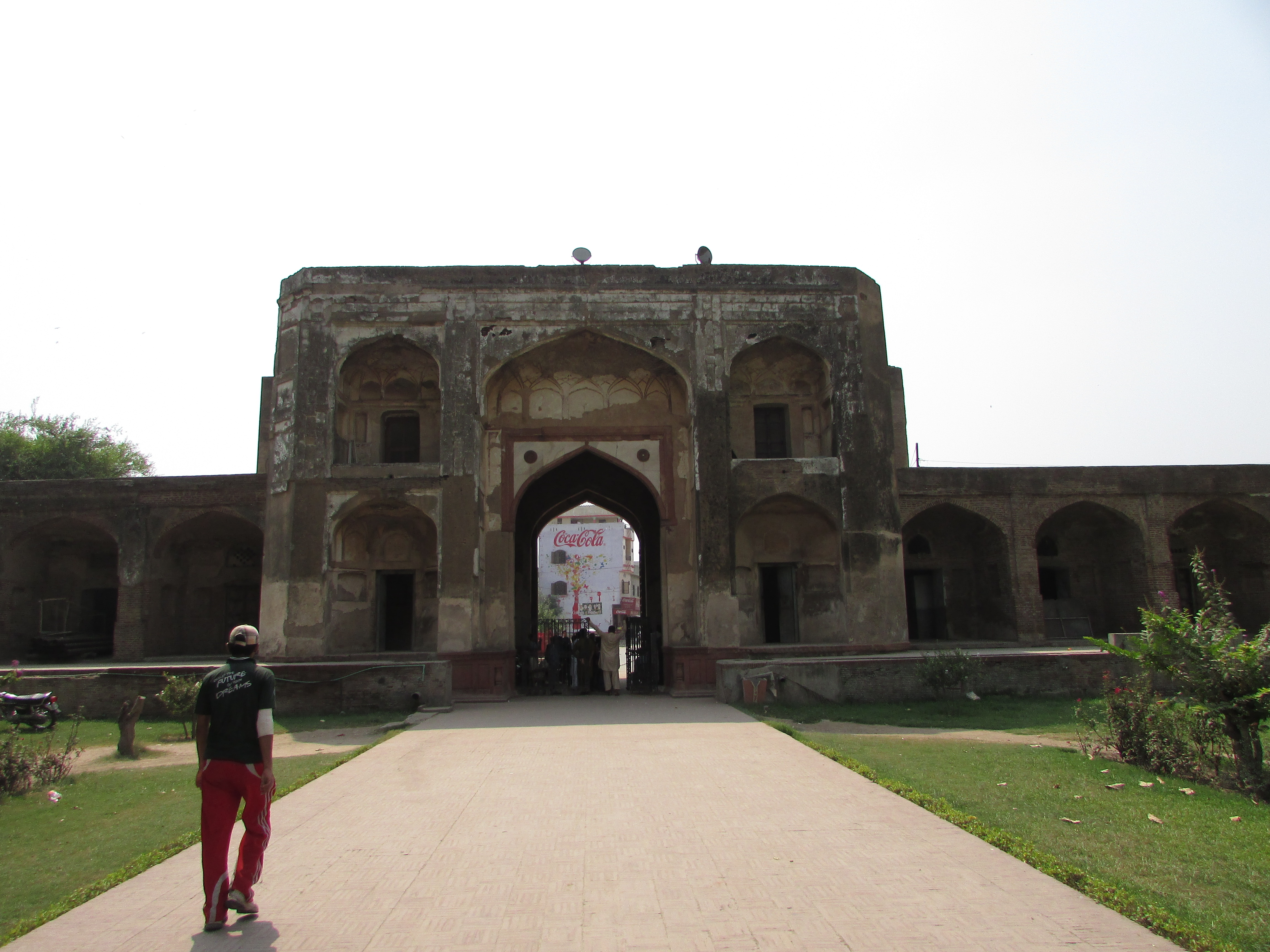
Entrada a Musafir Khana

Detalls d'elements
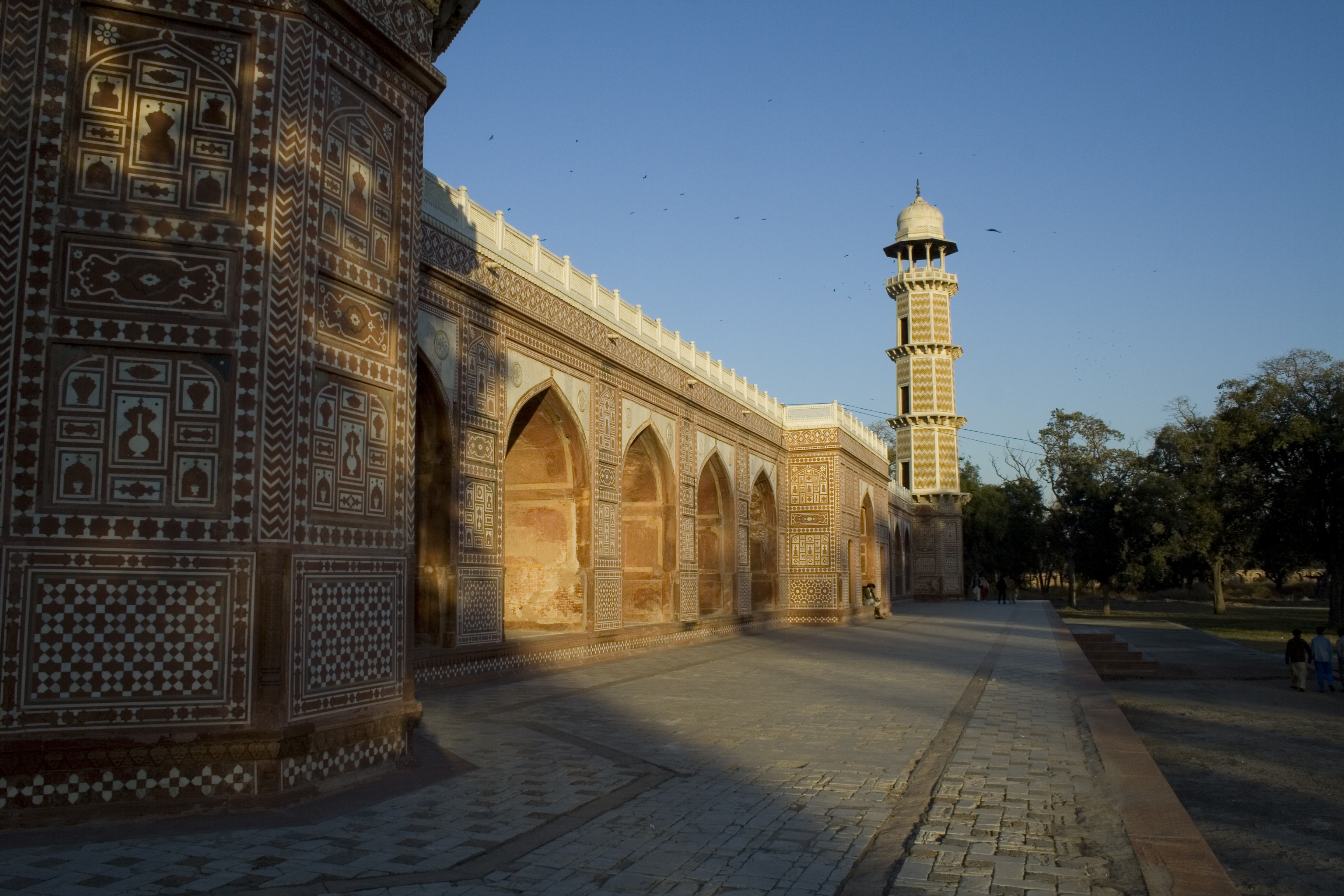
Detall en escorç de la façana
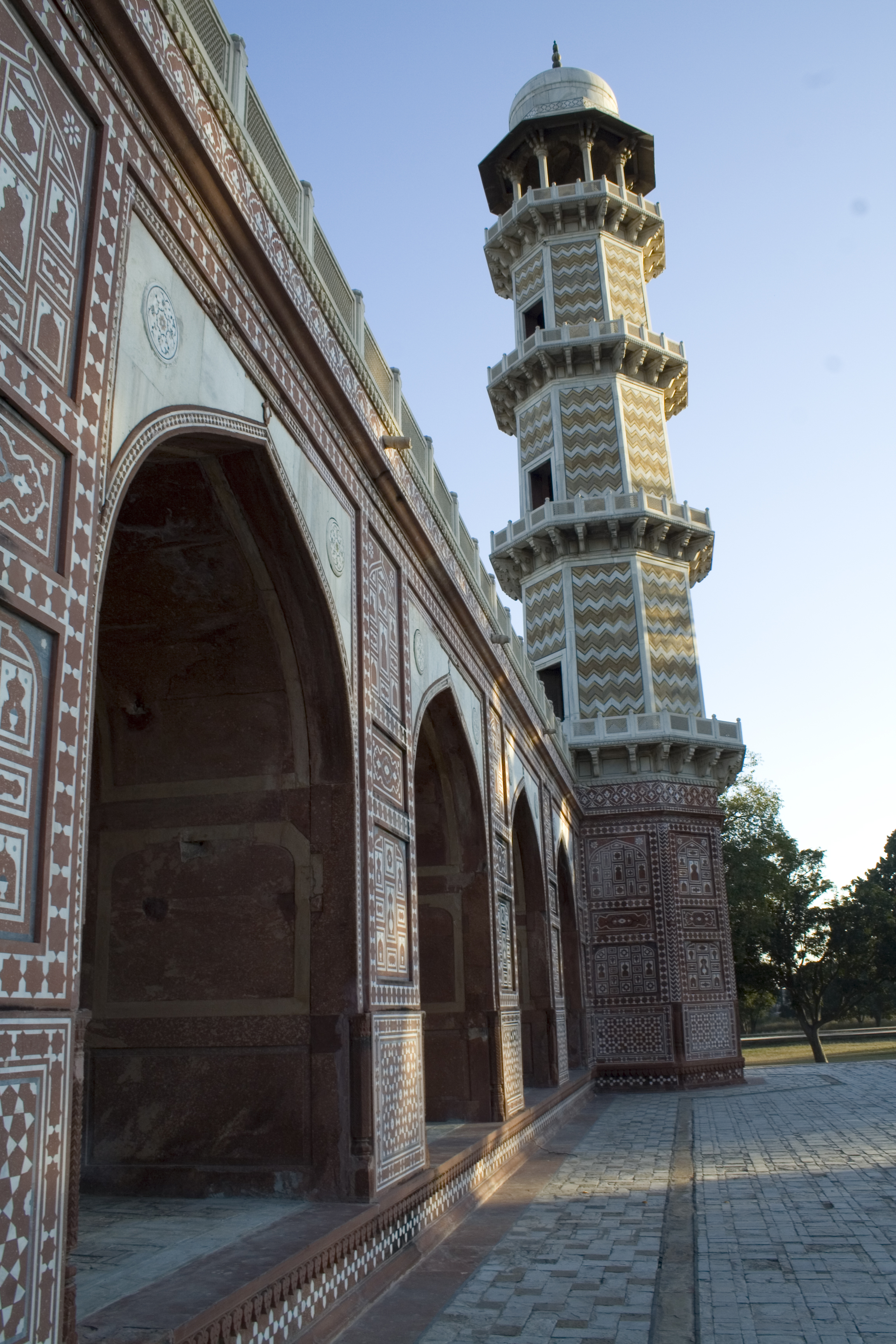
Detall del minaret
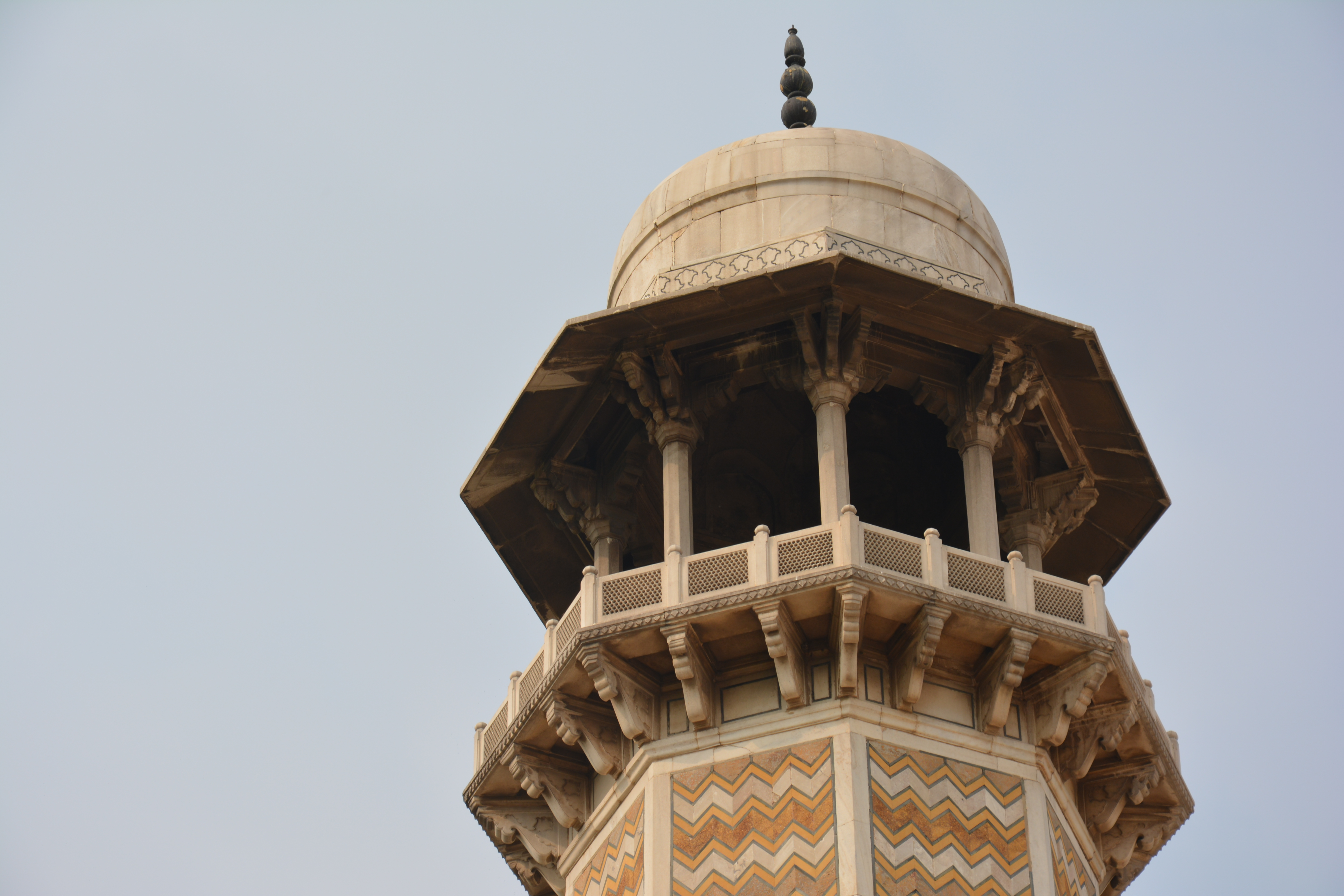
Detall del cupulí del minaret
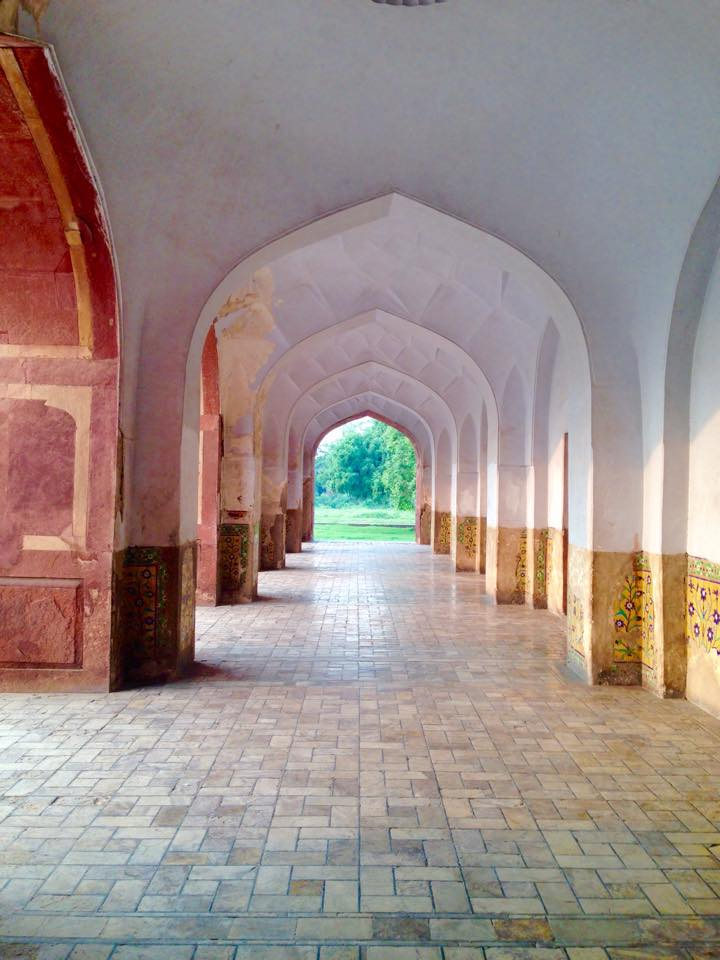
Galeria perimetral porticada

Detalls de les decoracions
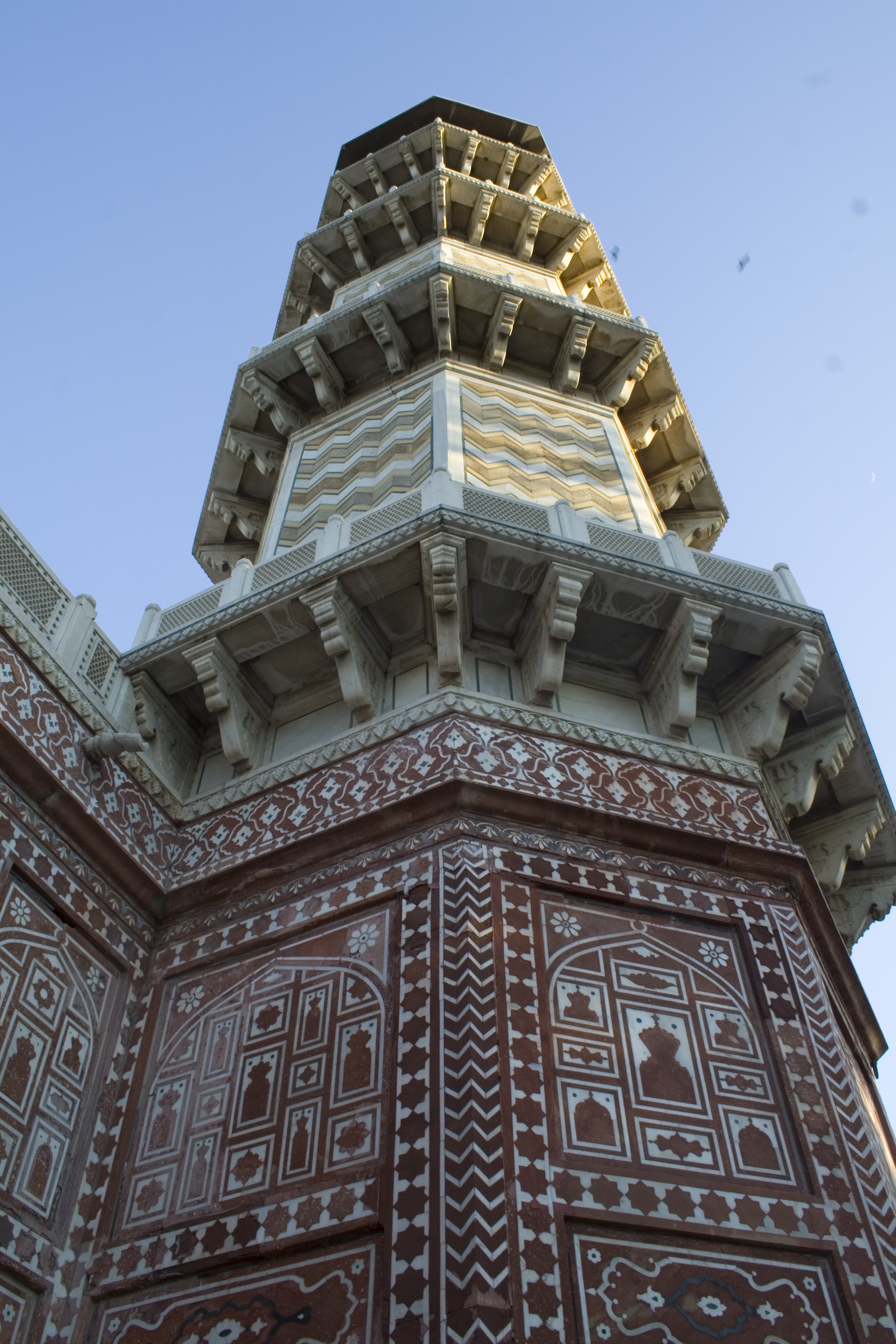
Minaret de la Tomba de Jahangir
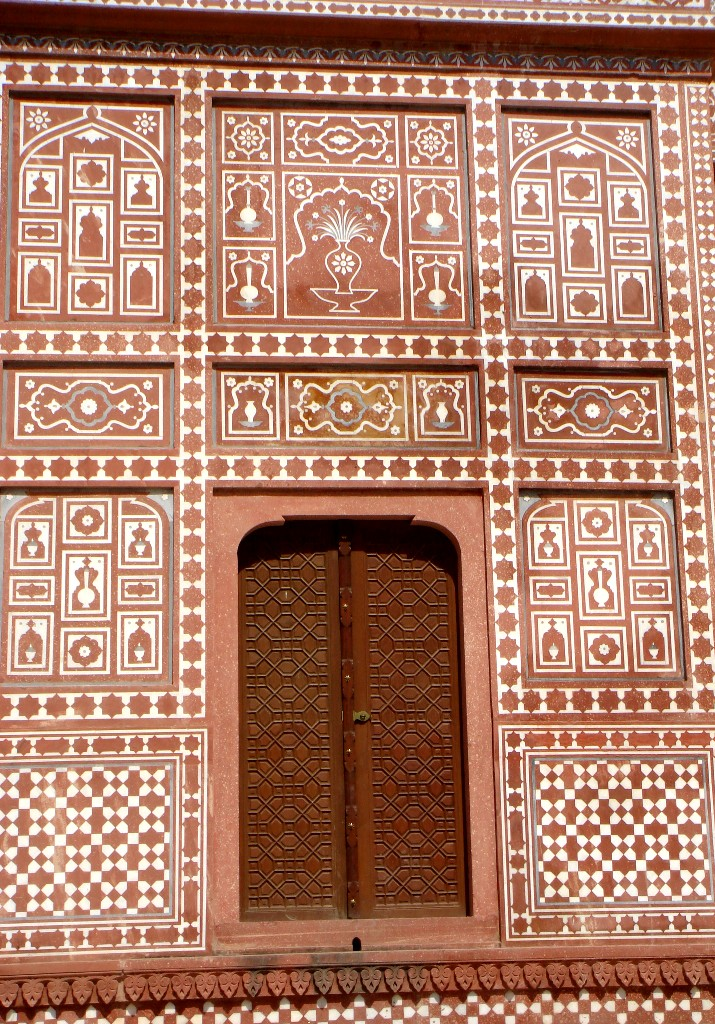
Detall de pedra dura incrustada
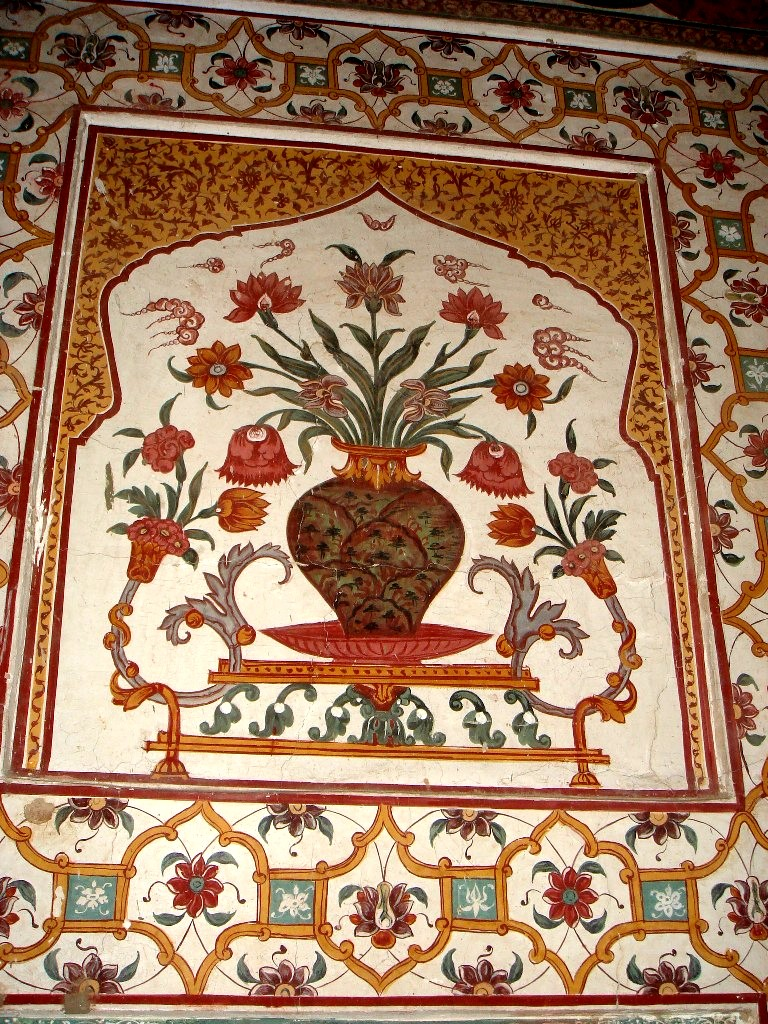
Fresc al vestíbul de la cambra funerària
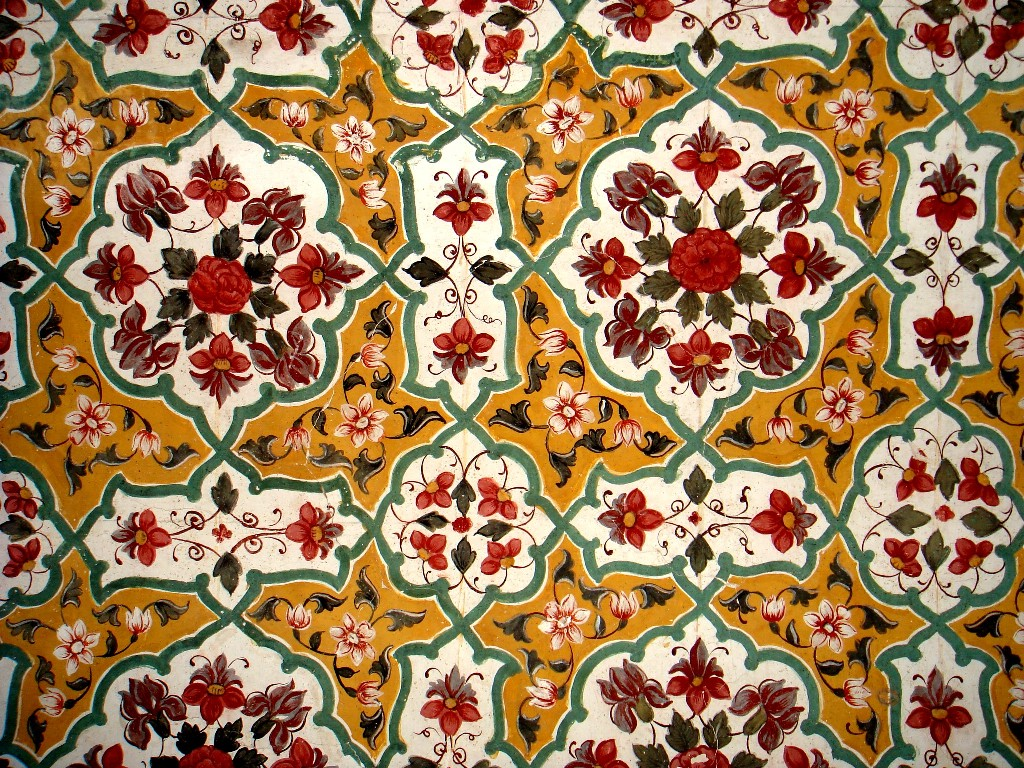
Fresc al vestíbul de la cambra funerària
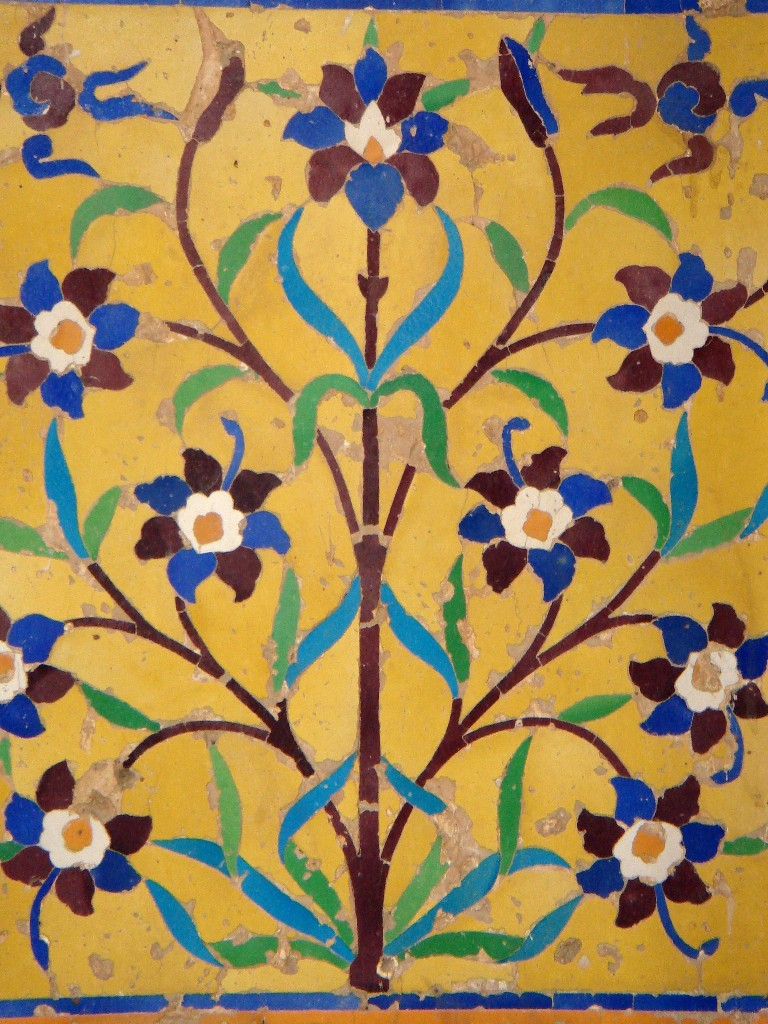
Incrustacions esmaltades kashi en la barana del  mausoleu